# Jurij Grabner
Jurij Grabner slovenski katoliški duhovnik, pesnik, pisatelj, prevajalec in politik. * 4. april 1806, Šentjernej; † 21. julij 1862, Ljubljana.
Rodil se je očetu Antonu Grabnarju in materi Apoloniji (roj. Sremič). Leta 1826 je končal gimnazijo v Rudolfovu (danes Novo mesto). Od 1826 do 1828 je študiral filozofijo, nato do 1830 teologijo v Ljubljani. Na Dunaju je študiral pravo, po končanju študija pa je nastal domači učitelj.
Leta 1838 se je vrnil v Ljubljano in je 1839 dovršil tretji letnik teologije. Po posvečenju je kaplanoval v Šentvidu. Od 1842 do 1848 je bil katehet in ravnatelj šole pri kapucinih v Kranju, od 1848 do 1852 pa je kaplanoval v Šmarju. Leta 1852 je nastal prefekt v Alojzijevišču (v zavodu škofa Antona Alojzija Wolfa), ki ga je vodil do svoje smrti.
Poskušanje v slovenskih pesmih pri Francu Metelku v nalogah in prvem zvezku Čbelice Mihe Kastelica, ki ga je prebiral še v ljubljanski bogoslovnici, ga je zvabil, da se je pridružil urednikom Čbelice. Tudi v tej reviji je objavil svoje pesmi, v katerih prevladuje misel na duhovniški poklic in večnost ter domotožje.
Sodeloval je pri prevajanju Wolfove Biblije z Jurijem Volcem, Metelkom, Andrejem Čebaškom, Andrejem Gollmayerjem, Luko Jeranom, Matevžem Ravnikarjem, Antonom Lesarjem, Petrom Hicingerjem, Matijo Hočevarjem, Josipom Marnom, Antonom Mežarcem, Antonom Pintarjem, Andrejem Zamejicem, Valentinom Oroženom in Felicijanom Globočnikom. Grabner je prevedel Pridigarjevo knjigo, Visoko pesem in nekatere dele iz Baruhove knjige.
Poleg prevajanja Svetega pisma v slovenščino je sodeloval pri slovarju Mateja Cigaleta. Pisateljski začetniki, ki so študirali Alojzijevišču (kakor Josip Jurčič), so imeli v njem dobrega voditelja.